# العلاقات الجورجية السيشلية
العلاقات الجورجية السيشلية هي العلاقات الثنائية التي تجمع بين جورجيا وسيشل.

## مقارنة بين البلدين
هذه مقارنة عامة ومرجعية للدولتين:
| وجه المقارنة                                              | جورجيا                          | سيشل                                                |
| --------------------------------------------------------- | ------------------------------- | --------------------------------------------------- |
| المساحة (كم2)                                             | 69.70 ألف                       | 459                                                 |
| عدد السكان (نسمة)                                         | 3.72 مليون                      | 95.84 ألف                                           |
| الكثافة السكانية (ن./كم²)                                 | 53.37                           | 20.88 ألف                                           |
| العاصمة                                                   | تبليسي، كوتايسي                 | فيكتوريا                                            |
| اللغة الرسمية                                             | اللغة الجورجية، اللغة الأبخازية | لغة فرنسية، لغة إنجليزية، اللغة الكريولية السيشيلية |
| العملة                                                    | لاري جورجي                      | روبية سيشلية                                        |
| الناتج المحلي الإجمالي (بليون دولار)                      | 15.16 مليار                     | 1.49 مليار                                          |
| الناتج المحلي الإجمالي (تعادل القوة الشرائية) بليون دولار | 35.68 مليار                     | 2.54 مليار                                          |
| الناتج المحلي الإجمالي الاسمي للفرد دولار أمريكي          | 3.79 ألف                        | 15.48 ألف                                           |
| الناتج المحلي الإجمالي للفرد دولار أمريكي                 |                                 | 26.42 ألف                                           |
| مؤشر التنمية البشرية                                      | 0.754                           | 0.772                                               |
| رمز المكالمات الدولي                                      | +995                            | +248                                                |
| رمز الإنترنت                                              | .ge، .გე ‏                       | .sc                                                 |
| المنطقة الزمنية                                           | ت ع م+04:00                     | ت ع م+04:00                                         |

## منظمات دولية مشتركة
يشترك البلدان في عضوية مجموعة من المنظمات الدولية، منها:
| علم المنظمة | اسم المنظمة                   | تاريخ انضمام جورجيا | تاريخ انضمام سيشل |
| ----------- | ----------------------------- | ------------------- | ----------------- |
|             | البنك الدولي للإنشاء والتعمير | 7 أغسطس 1992        | 29 سبتمبر 1980    |
|             | يونسكو                        | 7 أكتوبر 1992       | 18 أكتوبر 1976    |
|             | الفريق المعني برصد الأرض      | ?                   | ?                 |
|             | الاتحاد البريدي العالمي       | ?                   | ?                 |
|             | مؤسسة التمويل الدولية         | 29 يونيو 1995       | 11 يونيو 1981     |
|             | الاتحاد الدولي للاتصالات      | 7 يناير 1993        | 17 سبتمبر 1999    |
|             | الأمم المتحدة                 | 31 يوليو 1992       | 21 سبتمبر 1976    |

## وصلات خارجية
- موقع وزارة الخارجية الجورجية